# Iouri Pshenichnikov
Iouri Pavlovich Pshenichnikov (en russe : Ю́рий Па́влович Пшени́чников, transcription française Iouri Pavlovitch Pchenitchnikov), né le 2 juin 1940 à Tachkent (République socialiste soviétique d'Ouzbékistan, Union soviétique) et mort le 20 décembre 2019 à Moscou (Russie)[réf. nécessaire], est un footballeur et entraîneur soviétique puis ouzbek ayant joué dix-neuf matchs avec l'équipe nationale de l'URSS au poste de gardien de but.

## Biographie

### Débuts
Pshenichnikov est formé dans un petit club amateur de la ville de Tachkent, le Trudovye Rezervy Tachkent. Après avoir fait quelques matchs dans l'équipe première de cette équipe, il s'engage avec le club phare de la région, le Pakhtakor Tachkent. Il va faire une partie de sa carrière dans ce club, jouant avec Guennadi Krasnitski, une des légendes du Pakhtakor.

### Période faste et fin de carrière
Après avoir fait ses débuts internationaux l'année précédente, Pshenichnikov intègre l'équipe du CSKA Moscou où il est nommé titulaire dès son arrivée.
En 1968, il remporte le trophée du gardien soviétique de l'année et dispute sa seule grande compétition internationale, avec le Championnat d'Europe de football 1968 où il est titularisé lors des deux défaites en demi-finale et lors du match pour la troisième place.
Après cela, il ne sera plus appelé lors de grands événements. En club, il commence à se faire concurrencer par le jeune Leonid Shmuts. Le sélectionneur soviétique Gavriil Kachalin préférera d'ailleurs sélectionner Schmuts plutôt que Pshenichnikov pour la coupe du monde 1970. Néanmoins, il remporte le championnat d'URSS de football avec Moscou.
Sa dernière saison avec Moscou, en 1971, le voit finir sur le banc, lui et Schmuts s'étant fait prendre la place de gardien titulaire par Vladimir Astapovski, qui deviendra une pièce maîtresse de l'équipe nationale soviétique.
Il termine sa carrière dans le club l'ayant fait découvert, le Pakhtakor Tachkent, et fait une dernière saison avant de prendre sa retraite de footballeur à l'âge de trente-deux ans.

### Entraîneur
Peu de temps après sa retraite, Iouri tente de devenir entraîneur. En 1978, il devient un des assistants de Vsevolod Bobrov au CSKA. Il ne reste qu'une saison à ce poste avant de partir pour le Laos où il entraîne l'équipe de Conthab qui remporte le championnat du Laos ainsi que la coupe du Laos à deux reprises.
En 1990, il fait ses débuts d'entraîneur en Union Soviétique. Il a pour mission de faire remonter le club du SKA Rostov en première division, ayant fini dernier de la première division la saison suivante. Mais c'est une saison au goût de calvaire pour Rostov qui termine, pour la deuxième année consécutive, à la dernière place d'un championnat. Pshenichnikov est viré dès la saison achevée.

## Statistiques
| Saison                | Club                  | Championnat           | Championnat | Championnat | Coupe(s) nationale(s) | Coupe(s) nationale(s) | Compétition(s) continentale(s) | Compétition(s) continentale(s) | Compétition(s) continentale(s) | Total | Total |
| Saison                | Club                  | Division              | M.          | B.          | M.                    | B.                    | Comp.                          | M.                             | B.                             | M.    | B.    |
| 1960                  | Pakhtakor Tachkent    | D1                    | 9           | 0           | -                     | -                     | -                              | -                              | -                              | 9     | 0     |
| 1961                  | Pakhtakor Tachkent    | D1                    | 30          | 0           | -                     | -                     | -                              | -                              | -                              | 30    | 0     |
| 1962                  | Pakhtakor Tachkent    | D1                    | 32          | 0           | 1                     | 0                     | -                              | -                              | -                              | 33    | 0     |
| 1963                  | Pakhtakor Tachkent    | D1                    | 23          | 0           | -                     | -                     | -                              | -                              | -                              | 23    | 0     |
| 1964                  | Pakhtakor Tachkent    | D2                    | 27          | 0           | -                     | -                     | -                              | -                              | -                              | 27    | 0     |
| 1965                  | Pakhtakor Tachkent    | D1                    | 24          | 0           | -                     | -                     | -                              | -                              | -                              | 24    | 0     |
| 1966                  | Pakhtakor Tachkent    | D1                    | 32          | 0           | 2                     | 0                     | -                              | -                              | -                              | 34    | 0     |
| 1967                  | Pakhtakor Tachkent    | D1                    | 27          | 0           | 2                     | 0                     | -                              | -                              | -                              | 29    | 0     |
| Sous-total            | Sous-total            | Sous-total            | 204         | 0           | 5                     | 0                     | -                              | -                              | -                              | 209   | 0     |
| 1968                  | CSKA Moscou           | D1                    | 25          | 0           | 3                     | 0                     | -                              | -                              | -                              | 28    | 0     |
| 1969                  | CSKA Moscou           | D1                    | 19          | 0           | 1                     | 0                     | -                              | -                              | -                              | 20    | 0     |
| 1970                  | CSKA Moscou           | D1                    | 15          | 0           | 3                     | 0                     | -                              | -                              | -                              | 18    | 0     |
| 1971                  | CSKA Moscou           | D1                    | 7           | 0           | -                     | -                     | C3                             | 4                              | 0                              | 11    | 0     |
| Sous-total            | Sous-total            | Sous-total            | 66          | 0           | 7                     | 0                     | -                              | 4                              | 0                              | 77    | 0     |
| 1972                  | Pakhtakor Tachkent    | D2                    | 19          | 0           | 1                     | 0                     | -                              | -                              | -                              | 20    | 0     |
| Total sur la carrière | Total sur la carrière | Total sur la carrière | 289         | 0           | 13                    | 0                     | -                              | 4                              | 0                              | 306   | 0     |

## Palmarès
- Gardien soviétique de l'année 1968
- Championnat d'URSS de football : 1970
- Championnat du Laos de football : 1981 et 1982 (comme entraîneur)[réf. nécessaire]
- Coupe du Laos de football : 1980 (comme entraîneur)